# McCaskill
McCaskill város az USA Arkansas államában, Hempstead megyében. Lakosainak száma 57 fő (2020. április 1.).

## Népesség
A település népességének változása:
| Lakosok száma | 170  | 96   | 57   |
|               | 1930 | 2010 | 2020 |